# Эстрин, Михаил Зальманович
Михаил Зальманович Эстрин (1947 — 12 июля 2011) — российский скрипач, музыкальный педагог и дирижёр; солист ЗКР АСО Санкт-Петербургской филармонии, профессор Санкт-Петербургской консерватории, заслуженный артист Российской Федерации (1996).
В 1971 году Михаил Эстрин, окончив Ленинградскую консерваторию по классу Михаила Ваймана, начал работать в ЗКР АСО Ленинградской филармонии. 18 лет он проработал в этом оркестре под управлением Евгения Мравинского. В 1989 году, после назначения главным дирижёром оркестра Юрия Темирканова, Эстрин стал солистом-концертмейстером вторых скрипок.
Михаил Эстрин преподавал в Санкт-Петербургской консерватории, имел звание профессора. Он был также главным дирижёром и художественным руководителем камерного оркестра консерватории. В 1996 году ему было присвоено почётное звание заслуженный артист Российской Федерации.
В 1999 году Михаил Эстрин создал на базе СПбГК камерный оркестр из студентов и аспирантов, который после его смерти стал называться Концертный Камерный Оркестр М.З.Эстрина , главным дирижёром стал один из лучших учеников М.Эстрина Дмитрий Корявко.